# Oliola
Oliola è un comune spagnolo situato nella comunità autonoma della Catalogna, nella provincia di Lleida.